# 돈 레비
도널드 조지 '돈' 레비(영어: Donald George 'Don' Revie, OBE, 1927년 7월 10일 ~ 1989년 5월 26일)은 잉글랜드의 전 축구 선수이자 감독이었다. 1961년부터 1974년까지 리즈 유나이티드를 이끈 것으로 유명하며, 1974년부터 1977년까지는 잉글랜드 국가대표팀의 감독을 역임하였다. 말년에는 중동에서 활동을 하였다.